# PUD GNU/Linux
PUD GNU/Linux는 간체/번체 중국어 기능이 강화된, 작은 크기를 차지하는 우분투 리눅스 기반의 가볍고 빠른 LiveCD이다.
이 프로젝트의 주 목적은 단순하고 쉬운 사용법을 유지하면서 완벽한 리눅스 데스크톱을 제공하는 것이다.